# Crepis achyrophoroides
Crepis achyrophoroides là một loài thực vật có hoa trong họ Cúc. Loài này được Vatke mô tả khoa học đầu tiên năm 1875.